# Кардаш Петро Миколайович
Петро Миколайович Кардаш (нар. 12 червня 1980, м. Тернопіль) — український спортсмен (лижні гонки).

## Життєпис
Народився Петро Миколайович Кардаш 12 червня 1980 року в місті Тернопіль.
1998 — заслужений майстер спорту України.
1998 — орден «За мужність» 3 ступеня.
Також отримує відзнаку Тернопільської міської ради.
Представляє обласний центр із фізичної культури і спорту «Інваспорт».

## Доробок
Триразовий чемпіон Х -их Паралімпійських ігор у м. Наґано, Японія (1998), а також є триразовим чемпіоном світу (Швейцарія, 2000).